# Sara og monopolet
Sara og monopolet (ursprungligen Mads og monopolet)  är ett radioprogram sänt av Danmarks Radio sedan 2003. Programmet gick först på DR P3, men går sedan 2016 på DR P4.
Programmet hade (2011) typiskt omkring 600 000 lyssnare. Mads Steffensen var värd fram till januari 2021 då han lämnade Danmarks Radio. Därefter tog Sara Bro över och programmet fick därför också ett nytt namn. Det första programmet med den nya värden hade 1,3 miljoner lyssnare. Program följer samma koncept som Spørg bare, ett program som lades ner 2001. Förutom värden deltar tre kända danskar som diskuterar dilemman som lyssnare skickat in.
Programmet tilldelades Den Gyldne Grundtvig 2011 och vann samma år även en Zulu Awards som årets danska radioprogram.